# Heinrich Carl Meinig

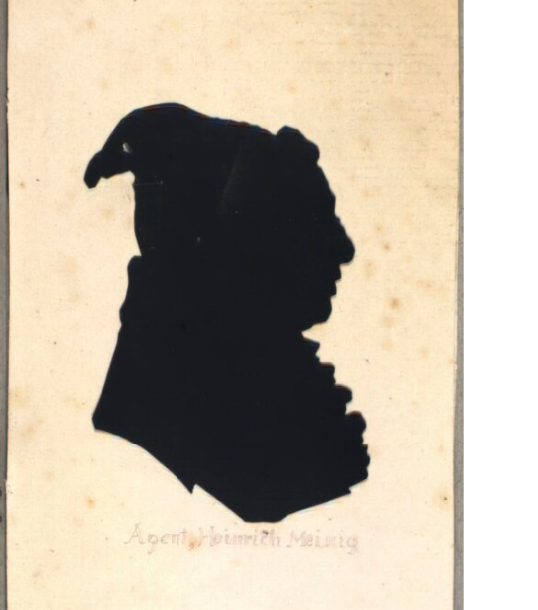
Silhouette Meinig

Heinrich Carl Meinig, dänische Namensform Henrik Carl Meinig (* 25. März 1736 in Dömitz; † 29. März 1812 in Kopenhagen) war ein deutscher Diplomat und Gesandter der drei freien Hansestädte am königlich-dänischen Hof in Kopenhagen.

## Leben
Heinrich Carl Meinig war ein Sohn des Arztes Christian Gottlieb Meinig (* 1690), herzoglich mecklenburgischer Leibarzt in Dömitz, der 1751 nach Altona zog. Er besuchte das Christianeum in Altona. Ein anschließendes Studium brachte er nicht zu einem Abschluss. 1759 ließ er sich vom Hamburger Senat nach Kopenhagen entsenden, um von dort für die Hansestädte Hamburg, Bremen und Lübeck zu berichten. 1759 erhielt er die offizielle Beauftragung als Agent und Resident der Hansestädte am dänischen Hof. Er hatte diesen Posten 51 Jahre lang inne. 
In seine Amtszeit fällt der Vergleich zwischen der Freien und Hansestadt Lübeck und König Christian VII. als Herzog von Holstein wegen der Landeshoheit über die Lübschen Güter und Stadtstiftsdörfer vom 22. Januar 1802, den Meinig für Lübeck aushandelte und unterzeichnete. Sein Gegenüber auf dänischer Seite war Christian Günther von Bernstorff.
Die französische Besetzung der Hansestädte machte ihn 1810 brotlos, woraufhin ihm König Friedrich VI. eine Unterstützung bewilligte.
Sein Nachfolger wurde 1814 der aus Lübeck stammende Kaufmann August Wilhelm Pauli.
Meinig war Freimaurer und zeitweilig Sekretär der ältesten dänischen Loge St. Martin in Kopenhagen. Er gehörte 1788 zu den Mitgründern der Kopenhagener Unterstützungskasse (Understøttelsesselskabet Borgervennen).